# Jeff Anderson
Pour les articles homonymes, voir Anderson.
Jeff Anderson est un acteur né le 21 avril 1970 à Long Branch, New Jersey. Il était l'interprète de l'employé de vidéoclub Randal Graves, l'un des personnages du View Askewniverse, dans le film Clerks, les employés modèles de Kevin Smith. Il a repris ce rôle plusieurs années après pour Jay & Bob contre-attaquent et Clerks II.
Ami d'enfance de Kevin Smith, Anderson a également fait des cameos dans plusieurs de ses films. Il est le scénariste, réalisateur et interprète du film Now You Know.
Jeff Anderson est également le doubleur du personnage principal Randal dans le jeu « Randal's Monday », développé par Nexus Game Studios.

## Vie personnelle
Jeff Anderson a épousé l'actrice Lisa Spoonhauer, interprète de Caitlin Bree dans Clerks, en 1995. Le couple s'est rencontré sur le tournage et s'est fiancé après seulement trois semaines. Ils ont divorcé dix ans plus tard.

## Filmographie

### Acteur
- 1994 : Clerks : Les Employés modèles (Clerks.) de Kevin Smith : Randal Graves
- 1999 : Dogma de Kevin Smith : le vendeur d'armes
- 2000 : Love 101 d'Adrian Fulle : Phil
- 2000-2001 : Clerks (Clerks: The Animated Series) : Randal Graves (voix)
- 2001 : Rennie's Landing (en) de Marc Fusco : Buddy
- 2001 : Jay et Bob contre-attaquent (Jay and Silent Bob Strike Back) de Kevin Smith : Randal Graves
- 2002 : Now You Know (en) de Jeff Anderson : Gil
- 2002 : The Flying Car (court-métrage) de Kevin Smith : Randal Graves
- 2004 : Clerks: The Lost Scene de Kevin Smith : Randal Graves (voix)
- 2006 : Clerks II de Kevin Smith : Randal Graves
- 2008 : Zack et Miri font un porno (Zack and Miri Make a Porno) de Kevin Smith : Deacon
- 2022 : Clerks 3 (Clerks III) de Kevin Smith : Randal Graves
- 2024 : The 4:30 Movie de Kevin Smith

### Réalisateur et scénariste
- 2002 : Now You Know (en)